# Kungariket Albanien (1939–1943)
Kungariket Albanien (gegisk-albanska: Mbretnija Shqiptare; albanska: Mbretëria Shqiptare; italienska: Regno albanese) existerade som ett protektorat under Kungariket Italien, och leddes officiellt av Viktor Emanuel III och hans regering som leddes av italienare mellan år 1939 (efter att landet ockuperats av Italien) och 1943. Under denna tid upphörde Albanien att existera som ett självständigt land och existerade som en autonom republik i det italienska koloniriket, styrt av italienska regeringstjänstemän som hade som mål att ansluta Albanien till Stor-Italien. År 1943 kapitulerade Italien och under samma år invaderade Tyskland Albanien och bildade Kungadömet Albanien under Tyskland.

## Administrativ indelning
Italienstyrda Albanien delades in i 12 provinser:
- Provinsen Shkodra (italienska: Provincia di Scutari).
- Provinsen Kukës (italienska: Provincia di Kukes ).
- Provinsen Lezhë (italienska: Provincia di Alessio).
- Provinsen Debar (italienska: Provincia di Debar).
- Provinsen Durrës (italienska: Provincia di Durazzo).
- Provinsen Tirana (italienska: Provincia di Tirana).
- Provinsen Elbasan (italienska: Provincia di Elbasani).
- Provinsen Levan (italienska: Provincia di Levan)  eller Provinsen Apollonia (italienska: Provincia di Apollonia).
- Provinsen Berat (italienska: Provincia di Berati).
- Provinsen Korçë (italienska: Provincia di Corizza).
- Provinsen Gjirokastër (italienska: Provincia di Argirocastro).
- Provinsen Vlorë (italienska: Provincia di Valona).

År 1941 anslöts Kosovo till Albanien som Provinsen Prishtina (italienska: Provincia di Pristina) eller Provinsen Kosovo (italienska: Provincia di Cossovo).